# 冉子祠 (东平县)
冉子祠位于山东省东平县老湖镇冉子村里，是一处古建筑。
该祠原占地3亩，坐北朝南。殿中有台，台上塑冉子像，像高2米。殿后门直迎冉子墓碑，碑后为冉子墓，墓高2米，石砌圆形，直径约5米。冉子祠附近有石碑，记载冉子生平及政绩。
冉子去世后，初葬汶上城西门外感化桥畔，唐宋时，移葬东平今址。元东平路所修“东平公冉子祠”大字篆书碑，立于冉子祠大殿前，现藏东平县文物管理所。